# Mesotrosta signalis
Mesotrosta signalis är en fjärilsart som beskrevs av Treitschke 1829. Mesotrosta signalis ingår i släktet Mesotrosta och familjen nattflyn. Inga underarter finns listade i Catalogue of Life.